# Rivière Picanoc
Rivière Picanoc är ett vattendrag i Kanada.   Det ligger i provinsen Québec, i den sydöstra delen av landet, 80 km norr om huvudstaden Ottawa.
I omgivningarna runt Rivière Picanoc växer i huvudsak blandskog. Runt Rivière Picanoc är det glesbefolkat, med 8 invånare per kvadratkilometer.